# Werkverzeichnis von Adriaen Coorte
Das Werkverzeichnis von Adriaen Coorte fasst das bekannte Werk des niederländischen Malers Adriaen Coorte zusammen. Grundlage hierfür ist das 2008 veröffentlichte Werkverzeichnis des Kunsthistorikers Quentin Buvelot. Ergänzend sind weitere Werke angegeben, die der Autor danach dem Künstler zugeschrieben hat. Weiterhin sind einige Werke aufgeführt, die Laurens J. Bol in seinem 1977 veröffentlichten Verzeichnis als Werke Coortes aufgeführt hatte, nunmehr jedoch von mehreren Autoren anderen Künstlern zugeschrieben werden.

## Liste der Werke von Adriaen Coorte
Nachfolgende Liste enthält alle Gemälde entsprechend des 2008 erschienenen Werkverzeichnisses von Quentin Buvelot. Die dortige Nummerierung ist unter WV 2008 angegeben. Der deutsche Bildtitel entspricht der englischsprachigen Bezeichnung im Verzeichnis. Da nur wenige Bilder vom Künstler datiert wurden, sind die Angaben unter Entstehungszeit teils vage. Alle Werke sind in Ölmalerei ausgeführt. Die Angaben zum Bildträger und Format sind in einer Spalte zusammengefasst. Angaben zur Sammlung wurden aktualisiert und weichen daher teilweise vom gedruckten Verzeichnis ab. Die Inventarnummer der betreffenden Sammlung ist unter Inv-Nr. angegeben. Unter RKD findet sich der weiterführende Link zum jeweiligen Eintrag der Gemälde in der Onlinedatenbank des RKD – Nederlands Instituut voor Kunstgeschiedenis.
| WV 2008 | Bild | Titel | Entstehungszeit | Bildträger / Format                | Sammlung, Ort                                                                                       | Inv-Nr.      | RKD        | Bemerkung                                                                                   |
| WV 1    |      | Eine Henne mit Küken                                                                                                 | um 1682–1683    | Leinwand 57 × 69 cm                | Privatsammlung                                                                                      |              | RKD 113588 |                                                                                             |
| WV 2    |      | Berglandschaft mit Enten                                                                                             | 1683            | Leinwand 84 × 70 cm                | Kremer Collection                                                                                   |              | RKD 48292  |                                                                                             |
| WV 3    |      | Pelikan und Enten in einer Berglandschaft                                                                            | 1683            | Leinwand 39 × 48 cm                | Ashmolean Museum, Oxford                                                                            | A813         | RKD 121673 |                                                                                             |
| WV 4    |      | Stillleben mit Früchten und Spargel in einer Nische                                                                  | 1685            | Leinwand 65 × 49,5 cm              | Privatsammlung                                                                                      |              | RKD 121686 |                                                                                             |
| WV 5    |      | Stillleben mit Erdbeeren, Spargel und Stachelbeeren                                                                  | 1685            | Leinwand 42 × 44 cm                | Privatsammlung                                                                                      |              | RKD 121682 |                                                                                             |
| WV 6    |      | Stillleben mit Aprikosen, Kirschen und einer Walnuss                                                                 | 1685            | Leinwand 40,6 × 34,9 cm            | Privatsammlung                                                                                      |              | RKD 121685 |                                                                                             |
| WV 7    |      | Stillleben mit Beeren, Mispeln und Trauben                                                                           | 1686            | Leinwand 40,6 × 34,9 cm            | Privatsammlung                                                                                      |              | RKD 121687 |                                                                                             |
| WV 8    |      | Vanitasstillleben | 1686?           | Leinwand 49,5 × 40,5 cm            | Privatsammlung                                                                                      |              | RKD 113585 |                                                                                             |
| WV 9    |      | Stillleben mit hängenden Weintrauben, zwei Mispeln und einem Schmetterling                                           | 1687            | Leinwand 38 × 30,5 cm              | National Gallery of Art, Washington D.C.                                                            | 2020.16.1    | RKD 121688 |                                                                                             |
| WV 10   |      | Vanitasstillleben in einer Nische                                                                                    | 1688            | Leinwand 77,5 × 62,5 cm            | Zeeuws Museum, Middelburg                                                                           | M 89-026     | RKD 7578   |                                                                                             |
| WV 11   |      | Stillleben mit Früchten und Weinranke                                                                                | 1688            | Leinwand 58 × 47 cm                | Privatsammlung                                                                                      |              | RKD 113597 |                                                                                             |
| WV 12   |      | Stillleben mit einem Zweig Stachelbeeren                                                                             | 1693            | Papier auf Holz 25 × 20 cm         | Privatsammlung Dauerleihgabe in der Gemäldegalerie Alte Meister, Kassel                             |              | RKD 121693 |                                                                                             |
| WV 13   |      | Stillleben mit Spargel und Artischocke                                                                               | um 1693–1695    | Papier auf Leinwand 28,5 × 22 cm   | Kurpfälzisches Museum, Heidelberg                                                                   | 2575         | RKD 121828 |                                                                                             |
| WV 14   |      | Stillleben mit Spargel, Kirschen und einem Schmetterling                                                             | um 1693–1695    | Papier auf Holz 25,6 × 19,8 cm     | Privatsammlung                                                                                      |              | RKD 121793 |                                                                                             |
| WV 15   |      | Stillleben mit einer Schüssel Erdbeeren und einem Schmetterling                                                      | um 1693–1695    | Papier auf Holz 26,3 × 20 cm       | Privatsammlung                                                                                      |              | RKD 121796 |                                                                                             |
| WV 16   |      | Stillleben mit drei Mispeln und einem Schmetterling                                                                  | um 1693–1695    | Papier auf Holz 26,9 × 20,4 cm     | Privatsammlung                                                                                      |              | RKD 121811 |                                                                                             |
| WV 17   |      | Stillleben mit zwei Pfirsichen und einem Schmetterling                                                               | um 1693–1695    | Papier auf Holz 27 × 18,9 cm       | Privatsammlung                                                                                      |              | RKD 120696 |                                                                                             |
| WV 18   |      | Stillleben mit zwei Pfirsichen                                                                                       | 1696            | Papier auf Holz 27,9 × 22,8 cm     | Privatsammlung                                                                                      |              | RKD 121702 |                                                                                             |
| WV 19   |      | Stillleben mit einer Schüssel Erdbeeren                                                                              | 1696            | Papier auf Holz 28,9 × 22,3 cm     | Rijksmuseum, Amsterdam                                                                              | SK-A-5098    | RKD 121703 |                                                                                             |
| WV 20   |      | Stillleben mit Haselnüssen                                                                                           | 1696            | Papier auf Karton 16,5 × 20 cm     | Ashmolean Museum, Oxford                                                                            | A545         | RKD 121700 |                                                                                             |
| WV 21   |      | Stillleben mit Muscheln                                                                                              | 1696            | Papier auf Holz 16 × 21 cm         | Louvre, Paris                                                                                       | RF 1970-54   | RKD 121697 |                                                                                             |
| WV 22   |      | Stillleben mit Muscheln                                                                                              | 1696            | Papier auf Holz 16 × 21 cm         | Louvre, Paris                                                                                       | RF 1970-53   | RKD 121695 |                                                                                             |
| WV 23   |      | Stillleben mit einer Schüssel Erdbeeren und einem Zweig Stachelbeeren                                                | 1696            | Leinwand auf Holz 33,5 × 25 cm     | Privatsammlung                                                                                      |              | RKD 121712 |                                                                                             |
| WV 24   |      | Stillleben mit Spargel und einem Zweig Roter Johannisbeere                                                           | 1696            | Leinwand auf Holz 34 × 25 cm       | National Gallery of Art, Washington D.C.                                                            | 2002.122.1   | RKD 121713 |                                                                                             |
| WV 25   |      | Stillleben mit einer Schüssel Erdbeeren und einem Zweig Stachelbeeren                                                | 1696            | Papier auf Karton 32,5 × 23 cm     | Privatsammlung                                                                                      |              | RKD 121840 |                                                                                             |
| WV 26   |      | Stillleben mit Spargel und einem Zweig Roter Johannisbeere                                                           | nach 1696       | Papier auf Karton 33 × 23 cm       | Privatsammlung                                                                                      |              | RKD 121841 |                                                                                             |
| WV 27   |      | Stillleben mit Pfirsichen und Aprikosen                                                                              | nach 1696       | Papier auf Karton 32,5 × 23 cm     | Privatsammlung                                                                                      |              | RKD 121836 |                                                                                             |
| WV 28   |      | Frühstücksstück | 1697            | Leinwand 36,8 × 42,8 cm            | Privatsammlung                                                                                      |              | RKD 3982   |                                                                                             |
| WV 29   |      | Stillleben mit einer Schüssel mit Erdbeeren                                                                          | 1697            | Papier auf Holz 25 × 20,5 cm       | Eremitage, Sankt Petersburg                                                                         | ГЭ-2942      | RKD 113616 |                                                                                             |
| WV 30   |      | Stillleben mit Spargel                                                                                               | 1697            | Papier auf Holz 25 × 20,5 cm       | Rijksmuseum, Amsterdam                                                                              | SK-A-2099    | RKD 7584   |                                                                                             |
| WV 31   |      | Stillleben mit Muscheln                                                                                              | 1697            | Papier auf Holz 17,2 × 22,2 cm     | Privatsammlung                                                                                      |              | RKD 25692  |                                                                                             |
| WV 32   |      | Stillleben mit Blumen, Muscheln und einem Schmetterling                                                              | 1697            | Leinwand 51 × 40 cm                | Privatsammlung                                                                                      |              | RKD 113587 | Die Blumen sind vermutlich später durch einen anderen Künstler hinzugefügt worden.          |
| WV 33   |      | Stillleben mit Muscheln                                                                                              | 1697            | Papier auf Holz 16 × 22,5 cm       | Privatsammlung                                                                                      |              | RKD 121715 | Von Buvelot als eigenständiges Werk anerkannt, das RKD ordnet das Bild einem Nachfolger zu. |
| WV 34   |      | Stillleben mit Muscheln                                                                                              | 1698            | Papier auf Holz 29,2 × 22,6 cm     | Rijksmuseum, Amsterdam                                                                              | SK-C-1761    | RKD 108458 |                                                                                             |
| WV 35   |      | Stillleben mit Muscheln                                                                                              | 1698            | Papier auf Holz 17,2 × 22,2 cm     | Privatsammlung                                                                                      |              | RKD 121725 |                                                                                             |
| WV 36   |      | Stillleben mit einer Orange                                                                                          | 1698            | Holz 27 × 18,5 cm                  | Privatsammlung                                                                                      |              | RKD 113594 |                                                                                             |
| WV 37   |      | Stilllebe mit Schwarzer Johannisbeere                                                                                | 1698            | Papier auf Holz 29,5 × 22,7 cm     | Privatsammlung                                                                                      |              | RKD 121736 |                                                                                             |
| WV 38   |      | Stillleben mit vier Aprikosen                                                                                        | 1698            | Papier auf Holz 28,8 × 21,1 cm     | Rijksmuseum, Amsterdam                                                                              | SK-C-1688    | RKD 121733 |                                                                                             |
| WV 39   |      | Stillleben mit Spargel, ein Zweig Stachelbeeren und eine Schüssel Erdbeeren                                          | 1698            | Leinwand 37 × 44 cm                | Dordrechts Museum, Dordrecht                                                                        | DM/973/469   | RKD 7579   |                                                                                             |
| WV 40   |      | Stillleben mit Spargel, einem Zweig Stachelbeeren und einer Schale Erdbeeren, mit einem Wiedehopf im Hintergrund     | 1699            | Leinwand 65 × 53 cm                | Privatsammlung                                                                                      |              | RKD 114056 |                                                                                             |
| WV 41   |      | Stillleben mit Spargel                                                                                               | 1699            | Papier auf Holz 29 × 22 cm         | Ashmolean Museum, Oxford                                                                            | A546         | RKD 121739 |                                                                                             |
| WV 42   |      | Stillleben mit Pfirsichen, Weintrauben und Aprikosen                                                                 | 1699            | Leinwand 36 × 43 cm                | Privatsammlung                                                                                      |              | RKD 26023  |                                                                                             |
| WV 43   |      | Stillleben mit einem Zweig Stachelbeeren                                                                             | 1699            | Papier auf Holz 28,7 × 21,2 cm     | Rijksmuseum, Amsterdam                                                                              | SK-C-1689    | RKD 121738 |                                                                                             |
| WV 44   |      | Stillleben mit Erdbeeren                                                                                             | 1700            | Holz? 13,5 × 15,5 cm               | Privatsammlung                                                                                      |              | RKD 113595 |                                                                                             |
| WV 45   |      | Stillleben mit Stachelbeeren                                                                                         | 1700            | Papier auf Holz 22,3 × 18,1 cm     | Privatsammlung                                                                                      |              | RKD 2686   |                                                                                             |
| WV 46   |      | Stillleben mit einem Zweig Stachelbeeren                                                                             | 1701            | Papier auf Holz 29,7 × 22,8 cm     | Cleveland Museum of Art, Cleveland                                                                  | 1987.32      | RKD 121744 |                                                                                             |
| WV 47   |      | Stillleben mit einem Zweig Stachelbeeren                                                                             | 1702            | Leinwand 29,5 × 22 cm              | Chimei Museum, Tainan                                                                               | A546         | RKD 121751 |                                                                                             |
| WV 48   |      | Stillleben mit zwei Walnüssen                                                                                        | 1702            | Papier auf Karton 10,9 × 15,6 cm   | Szépművészeti Múzeum, Budapest                                                                      | 75.9         | RKD 121748 |                                                                                             |
| WV 49   |      | Stillleben mit Spargel, einem Zweig Stachelbeeren, einer Schüssel mit Erdbeeren und anderen Früchten in einer Nische | 1703            | Leinwand 64 × 51 cm                | Königliches Museum der Schönen Künste, Antwerpen                                                    | 5035         | RKD 7529   |                                                                                             |
| WV 50   |      | Stillleben mit einer Schüssel Erdbeeren, einem Zweig Stachelbeeren, Spargel und einer Pflaume                        | 1703            | Leinwand 36,8 × 43,5 cm            | National Gallery, London                                                                            | NG 6664      | RKD 16163  |                                                                                             |
| WV 51   |      | Stillleben mit Spargel                                                                                               | 1703            | Papier auf Leinwand 29,8 × 22,8 cm | Fitzwilliam Museum, Cambridge                                                                       | 2575         | RKD 121756 |                                                                                             |
| WV 52   |      | Stillleben mit einer Schüssel Erdbeeren                                                                              | 1704            | Papier auf Leinwand 29,5 × 23 cm   | Heinrich-und-Anny-Nolte-Stiftung Dauerleihgabe im Wallraf-Richartz-Museum & Fondation Corboud, Köln | 0962         | RKD 113580 |                                                                                             |
| WV 53   |      | Stillleben mit Erdbeeren in einer Wan-Li-Schale                                                                      | 1704            | Papier auf Holz 29,5 × 22,5 cm     | Los Angeles County Museum of Art, Los Angeles                                                       | M.2009.106.5 | RKD 67519  |                                                                                             |
| WV 54   |      | Stillleben mit Erdbeeren in einer Wan-Li-Schale                                                                      | 1704            | Leinwand 29,5 × 22,8 cm            | Privatsammlung                                                                                      |              | RKD 121766 |                                                                                             |
| WV 55   |      | Stillleben mit Erdbeeren in einer Wan-Li-Schale                                                                      | 1704            | Leinwand 30 × 22,6 cm              | Privatsammlung                                                                                      |              | RKD 121974 |                                                                                             |
| WV 56   |      | Stillleben mit Erdbeeren                                                                                             | 1704            | Papier auf Holz 13,5 × 16,5 cm     | Privatsammlung                                                                                      |              | RKD 121760 |                                                                                             |
| WV 57   |      | Stillleben mit fünf Aprikosen                                                                                        | 1704            | Leinwand 30 × 23,5 cm              | Mauritshuis, Den Haag                                                                               | 1154         | RKD 121770 |                                                                                             |
| WV 58   |      | Stillleben mit einem Zweig Stachelbeeren                                                                             | 1705            | Leinwand 31 × 23,5 cm              | Privatsammlung                                                                                      |              | RKD 121789 |                                                                                             |
| WV 59   |      | Stillleben mit einem Zweig Stachelbeeren                                                                             | 1705            | Leinwand 31,4 × 24 cm              | Privatsammlung                                                                                      |              | RKD 121790 |                                                                                             |
| WV 60   |      | Stillleben mit Erdbeeren                                                                                             | 1705            | Papier auf Holz 16,4 × 13,5 cm     | Mauritshuis, Den Haag                                                                               | 1106         | RKD 14319  |                                                                                             |
| WV 61   |      | Stillleben mit Weintrauben nl: Druiventros                                                                           | 1705            | Papier auf Holz 25,7 × 19,7 cm     | Museum Boijmans Van Beuningen, Rotterdam                                                            | St. 118      | RKD 7583   |                                                                                             |
| WV 62   |      | Stillleben mit drei Pfirsichen                                                                                       | 1705            | Papier auf Holz 28,7 × 21,2 cm     | Rijksmuseum, Amsterdam                                                                              | SK-C-1690    | RKD 121788 |                                                                                             |
| WV 63   |      | Stillleben mit zwei Walnüssen                                                                                        | 1705            | Papier auf Holz 13,7 × 16,2 cm     | Privatsammlung                                                                                      |              | RKD 121771 |                                                                                             |
| WV 64   |      | Stillleben mit einem Zweig stachelbeeren                                                                             | um 1705?        | Leinwand auf Holz 26,6 × 20,3 cm   | Privatsammlung                                                                                      |              | RKD 121808 |                                                                                             |

## Weitere zugeschriebene Werke
Nach Veröffentlichung des Werkverzeichnisses von 2008 hat Quentin Buvelot bei weiteren Gemälden die Autorschaft von Adriaen Coorte anerkannt, die in folgender Liste beschrieben sind.
| Bild | Titel                                                                      | Entstehungszeit | Bildträger / Format                   | Sammlung, Ort  | Inv-Nr. | RKD        | Bemerkung                                                                         |
|      | Stillleben mit drei Pfirsichen auf einer Steinplatte und ein Schmetterling | um 1695         | Öl auf Papier auf Holz 31,3 × 23,3 cm | Privatsammlung |         | RKD 224443 | Das Gemälde wurde 2011 als Werk von Coorte entdeckt.                              |
|      | Stillleben mit Pfirsich und zwei Aprikosen                                 | 1692            | Öl auf Papier auf Holz 26,1 × 20,8 cm | Privatsammlung |         | RKD 191529 | Das Gemälde wurde 2009 als Werk von Coorte im Auktionshaus Sotheby’s versteigert. |
|      | Stillleben mit einer Schüssel mit Erdbeeren                                | um 1693         | Öl auf Papier auf Holz 26,5 × 20,4 cm | Privatsammlung |         | RKD 191532 | Das Gemälde wurde 2009 als Werk von Coorte im Auktionshaus Sotheby’s versteigert. |

## Ehemals zugeschriebene Werke
Folgende Werke hatte Laurens J. Bol dem Künstler zugeschrieben. Inzwischen lehnen mehrere Kunsthistoriker die Autorschaft von Adriaen Coortes ab.
| Bild | Titel                                                                        | Entstehungszeit | Bildträger / Format     | Sammlung, Ort  | Inv-Nr. | RKD | Bemerkung                                                                                     |
|      | Früchte auf einer Steinplatte vor einer bewaldeten Hügellandschaft           | um 1685         | Leinwand 100 × 112 cm   | Privatsammlung |         |     | Von Bol als Werk Coortes beschrieben, inzwischen von F. Meijer und Quentin Buvelot abgelehnt. |
|      | Erdbeeren und Rote Johannisbeeren mit einem Römerglas auf einer Marmorplatte | um 1685         | Leinwand 50,5 × 47,5 cm | Privatsammlung |         |     | Von Bol als Werk Coortes beschrieben, inzwischen von F. Meijer und Quentin Buvelot abgelehnt. |